# Железница (Невельский район)
Железница — деревня в Невельском районе Псковской области России. Входит в состав Туричинской волости.

## География
Расположена в 25 километрах от районного центра города Невеля и в 4 км к северо-востоку от  волостного центра, деревни Туричино.

## Население
| 2001 | 2002 | 2010 |
| ---- | ---- | ---- |
| 5    | ↘3   | →3   |

Численность населения деревни по оценке на начало 2001 года составляла 5 человек.

## Транспорт
В деревне находится одноимённый остановочный пункт Бологое-Полоцкой линии Октябрьской железной дороги Железница.
До 26 октября 2012 года проходили две пары пассажирских пригородных поездов в день, которые связывали деревню с районным центром, но из-за экономических трудностей в регионе их отменили. Имеется автобусная остановка, автобусы ходят по будням, в выходные автобусное сообщение отсутствует.